# Меги Смит
Дама Меги Смит (енгл. Maggie Smith; Илфорд, 28. децембар 1934 — Лондон, 27. септембар 2024) била је британска филмска, позоришна и телевизијска глумица. Добитница је Оскара за најбољу главну глумицу за улогу у филму Најбоље године госпођице Џин Броди и Оскара за најбољу споредну глумицу за филм Калифорнијски апартман.
Најпознатији филмови у којима је играла су Отело, Соба са погледом, Путовања са мојом тетком и Госфорд парк, а свакако је запамћена као професорка Минерва Макгонагал у серијалу филмова о Харију Потеру. Имала је подједнако успешну каријеру као телевизијска глумица. Одиграла је запажене и хваљене улоге у ТВ-серијалима Изненада, прошлог лета, Дејвид Коперфилд, Моја кућа у Умбрији, Прогањање Мери и Даунтонска опатија, за коју је награђена Емијем за најбољу споредну глумицу у минисерији 2011. и 2012. године.
Меги Смит је била номинована за шест Оскара, од којих је освојила два; осамнаест награда БАФТА (освојила пет); девет Емија од којих је освојила три и за дванаест Златних глобуса – освојила три. Стога се са правом сматра једном од најбољих и најпоштованијих глумица на свету. Спада у неколицину глумаца који су овековечили своју каријеру троструком круном глуме (добитница је Оскара, Емија и Тони награде). 

## Детињство
Маргарет Смит је рођена 28. децембра 1934. године у Илфорду (Јужна Енглеска). Њена мајка Маргарет Хатон, пореклом из Глазгова, радила је као секретарица, док је отац, Натанијел Смит, рођен у Њукаслу, био патолог. Имала је два старија брата близанца – Алистера и Ијана. Завршила је средњу школу у Оксфорду.

## Каријера
Глумачку каријеру је почела 1957. године, када је снимила први филм, али и заиграла у позоришту Оксфорд плејхаус (Oxford Playhouse) са Френком Шелијем. Убрзо прелази у Краљевско национално позориште у којем стиче репутацију младе глумице која обећава. Године 1965. добија улогу Дездемоне у филму Отело, где јој је партнер био Лоренс Оливије. За ту улогу је била номинована за Оскара за споредну глумицу. Четири године касније осваја Оскар за најбољу главну глумицу за улогу авангардне учитељице Џин Броди у филму Најбоље године госпођице Џин Броди. Потом игра у филмовима Смрт на Нилу, адаптацији истоименог романа Агате Кристи, и у комедији Путовања са мојом тетком, када је поново номинована за Оскара. Године 1978. добија Оскара за најбољу глумицу за улогу у филму Калифорнијски апартман. Почетком осамдесетих тумачи главне женске улоге у филмовима Борба титана и Соба са погледом у којем су јој партнерке биле Џуди Денч и Хелена Бонам Картер.
Након крими-комедије Сестре у акцији и улоге конзервативне пречасне мајке, почиње добијати улоге ауторитативних британских дама старог кова – строгих, хладних, саркастичних и виспрених жена, беспрекорних манира и оштрог језика. Такви су били ликови које је тумачила у филмовима Чај са Мусолинијем, Даме у лаванди и Госфорд парк. За овај последњи је била номинована за бројне филмске награде широм света.
Њено најпознатије глумачко остварење био је лик Минерве Макогонагал, старешине и апсолутног ауторитета у филмовима о Харију Потеру. Почетком 2000. године играла је у комедијама Божанствене тајне Ја-Ја сестринства и Ништа без маме, као и у ТВ-серијалу Моја кућа у Умбрији, када је освојила Еми за најбољу главну глумицу и била номинована за Златни глобус. Потом је наступила у споредној улози у романтичној драми Прича о Џејн (са Ен Хатавеј) те у серијалима Прогањање Мери и Даунтонска опатија. За Прогањање Мери била је номинована за Еми, док је за Опатију награђена овом наградом у категорији најбоља споредна глумица. За маестрално извођење и у другој сезони, Смитова је и 2012. године добила Еми. Године 2011. играла је у филму The Best Exotic Marigold Hotel, поред своје пријатељице Џуди Денч, а наредни године добила је главну улогу у биоскопском хит филму Квартет, за који је била номинована за Златни глобус.

## Приватни живот
Удавала се два пута: 1967. године за глумца Роберта Стивенса, са којим има два сина – Криса Ларкина и Тобија Стивенса, а од којих има унуке. Брак се распао седам година касније. Године 1975. удала се за драматурга Беверлија Кроса, који је умро 20. марта 1998. године. Часопис Sunday Telegraph је 2007. године објавио да је глумица имала рак дојке, али да се у потпуности опоравила након операције.
Меги Смит је 1990. године од краљице Елизабете II добила титулу Даме Уједињеног Краљевства.
Преминула је 27. септембра 2024. године, у 90. години живота у раним јутарњим часовима у једној лондонској болници. Иза себе је оставила два сина и петоро унучади.
Поводом њене смрти, Краљ Чарлс III пустио је изјаву у којој је писало: „Док се завеса спушта на национално благо, придружујемо се свима широм света у сећању са најлепшим дивљењем и наклоношћу њених многих сјајних наступа, њене топлине и духовитости које су сијале кроз и ван сцене”.

## Филмографија
| Филмови             |                                         |               |                       | |
| Година              | Српски назив                            | Изворни назив | Улога                 | Напомене |
| 1965                | Отело                                   |               | Дездемона             | номинација - Оскар за најбољу споредну глумицу номинација - Златни глобус за најбољу главну глумицу у играном филму (драма) |
| 1969                | Најбоље године госпођице Џин Броди      |               | Џин Броди             | Оскар за најбољу главну глумицу БАФТА за најбољу глумицу у главној улози номинација - Златни глобус за најбољу главну глумицу у играном филму (драма)                                                                          |
| 1969                | О, какав диван рат                      |               | музичка звезда        | номинација - Награда Удружења њујоршких филмских критичара за најбољу глумицу |
| 1972                | Путовања са мојом тетком                |               | тетка Огаста Бертрам  | Оскар за најбољу главну глумицу номинација - Златни глобус за најбољу главну глумицу у играном филму (мјузикл или комедија) |
| 1978                | Смрт на Нилу                            |               | госпођица Бауерс      | номинација - БАФТА за најбољу глумицу у споредној улози |
| 1981                | Борба титана                            |               | Тетида                | номинација - Награда Сатурн за најбољу споредну женску улогу (филм) |
| 1985                | Соба са погледом                        |               | Шарлот Бартлет        | БАФТА за најбољу глумицу у главној улози Златни глобус за најбољу споредну глумицу у играном филму номинација - Оскар за најбољу споредну глумицу                                                                              |
| 1991                | Кука                                    |               | Венди                 | |
| 2001                | Хари Потер и Камен мудрости             |               | Минерва Макгонагал    | номинација - Награда Сатурн за најбољу споредну женску улогу (филм) |
| 2002                | Хари Потер и Дворана тајни              |               | Минерва Макгонагал    | |
| 2002                | Божанствене тајне Ја-Ја сестринства     |               | Керолајн Елајза Бенет | |
| 2004                | Хари Потер и Затвореник из Аскабана     |               | Минерва Макгонагал    | |
| 2004.               | Даме у лаванди                          |               | Џенет Видингтон       | |
| 2005                | Хари Потер и Ватрени пехар              |               | Минерва Макгонагал    | |
| 2005.               | Хари Потер и Ред феникса                |               | Минерва Макгонагал    | |
| 2009                | Хари Потер и Полукрвни принц            |               | Минерва Макгонагал    | |
| 2010                | Дадиља Макфи и велики прасак            |               | Агата Роуз Доерти     | |
| 2011                | Хари Потер и реликвије Смрти: Други део |               | Минерва Макгонагал    | |
| 2012                | Егзотични хотел Мариголд                |               | Мјуриел Донели        | номинација - Награда Удружења филмских глумаца за најбољу филмску поставу номинација - Награда Удружења филмских глумаца за најбољу глумицу у споредној улози                                                                  |
| 2012                | Квартет                                 |               | Џин Хортон            | номинација - Златни глобус за најбољу главну глумицу у играном филму (мјузикл или комедија) |
| 2014                |                                         |               | Матилда Џирард        | |
| 2015                | Егзотични хотел Мариголд 2              |               | Мјуриел Донели        | |
| 2015                | Дама из дворишта                        |               | Мери Шепард           | номинација - Златни глобус за најбољу главну глумицу у играном филму (мјузикл или комедија) |
| 2019                | Даунтонска опатија                      |               | Вајолет Кроли         | |
| 2022                | Даунтонска опатија: Нова епоха          |               | Вајолет Кроли         | |
| Телевизијске серије |                                         |               |                       | |
| 2010–2015           | Даунтонска опатија                      |               | Вајолет Кроли         | Награда Еми за најбољу споредну глумицу у мини-серији или ТВ филму (2011) Награда Еми за најбољу споредну глумицу у драмској серији (2012) номинација - Награда Еми за најбољу споредну глумицу у драмској серији (2013, 2014) |